# Branchinecta somuncurensis
Branchinecta somuncurensis är en kräftdjursart som beskrevs av Cohen 1983. Branchinecta somuncurensis ingår i släktet Branchinecta och familjen Branchinectidae. Inga underarter finns listade.